# История почты и почтовых марок Хатая
История почты и почтовых марок Хатая охватывает развитие почтовой связи на территории турецкой области Хатай (ранее Искандерон и Александретта) в периоды её принадлежности Османской империи (до 1918), французскому мандату (1919—1938), переходным автономным административным единицам (1938—1939) и современной Турции (с 1939). В переходный период (1938—1939) там эмитировались собственные почтовые марки.

## Развитие почты
История почты до 1918 года на землях в районе Искандерона (Александретты), бывших в то время частью вилайета Алеппо в составе Османской империи, связана с развитием имперской почты. Соответственно, в ранний период здесь употреблялись османские знаки почтовой оплаты.
По завершении Первой мировой войны санджак (провинция) Александретта (Искендерон) и прилегающие районы (Антакья, Рейханлы, Кырыкхан и др.) были оккупированы Францией и находились под её контролем по мандату Лиги Наций. В течение 1919—1938 годов Александретта оставалась подмандатной территорией Франции в Сирии и там использовались марки Сирии.
В январе 1938 года санджак стал отдельной (автономной) административной единицей в составе Сирии, получив внутреннее самоуправление, при этом его внешними связями руководила Сирия. В сентябре 1938 года Александретта была передана Турции и переименована в Хатай, который был окончательно присоединён к Турции 30 июня 1939 года.

## Выпуски почтовых марок

### Санджак Александретта
В апреле 1938 года для мандатной территории Александретта были изданы собственные почтовые марки в виде надпечатки фр. «Sandjak d’Alexandrette» («Санджак Александретта») на марках Сирии.
В декабре 1938 года почтовая администрация Александретты почтила память умершего президента Турции Ататюрка траурной серией марок.

### Государство Хатай
В сентябре 1938 года санджак Александретта перешёл в подчинение Турции и был переименован в турецкое название Хатай. На протяжении переходного периода с 9 сентября 1938 года по 30 июня 1939 года для этого автономного государственного образования изготавливались собственные марки.
В 1939 году были эмитированы марки Турции с надпечаткой тур. «Hatay Devleti» («Администрация Хатая», или «Государство Хатай») и новой стоимости. Французский комиссариат в Бейруте отказался признавать этот почтовый выпуск, поэтому письма, адресованные в Ливан и Сирию и франкированные этими марками, должны были дополнительно оплачиваться.
В июне 1939 года была отпечатана серия марок оригинальных рисунков с турецкими надписями: «Hatay Devleti» («Государство Хатай») и «Postalari» («Почта»).
По случаю присоединения Хатая к Турции на эти марках чуть позже была проставлена памятная надпечатка на турецком языке «T. C. İlhak tarihi 30-6-1939» («Дата аннексии Турецкой республикой. 30 июня 1939»).
22 июля 1939 года все марки Хатая были аннулированы и заменены турецкими общегосударственными знаками почтовой оплаты.

## Другие виды почтовых марок
Надпечатками фр. «Sandjak d’Alexandrette» («Санджак Александретта») были также снабжены авиапочтовые и доплатные марки Сирии. Эти марки появились 14 апреля 1938 года.
В 1939 году надпечатки текста тур. «Hatay Devleti» («Администрация Хатая», или «Государство Хатай») и новой стоимости также делались и на доплатных марках Турции. Аналогично стандартным маркам, памятной надпечаткой «T. C. İlhak tarihi 30-6-1939» («Дата аннексии Турецкой республикой. 30 июня 1939») снабжались и доплатные марки Хатая.
По информации Л. Л. Лепешинского, всего было выпущено 64 почтовых и 19 доплатных марок. Согласно каталогу «Скотт», для этой территории существует 54 почтовых, восемь авиапочтовых и 19 доплатных марок, в том числе:
- 17 почтовых, восемь авиапочтовых и шесть доплатных марок Александретты;
- 37 почтовых и 13 доплатных марок Хатая.